# Marcelo Gallardo
Marcelo Daniel Gallardo (Buenos Aires, 1976. január 18. –) argentin labdarúgóedző, korábbi válogatott labdarúgó, edző.
Az argentin válogatott tagjaként részt vett az 1998-as, a 2002-es világbajnokságon, az 1995-ös és az 1997-es Copa Américán, az 1995-ös konföderációs kupán illetve az 1996. évi nyári olimpiai játékokon.

## Sikerei, díjai

### Játékosként
River Plate
- Argentin bajnok (6): Apertura: 1993, 1994, 1996, 1997, Clausura: 1997, 2004
- Copa Libertadores győztes (1): 1996
- Libertadores szuperkupagyőztes (1): 1997

Monaco
- Francia bajnok (1): 1999-00
- Francia szuperkupagyőztes (1): 2000
- Francia ligakupagyőztes (1): 2002–03

Paris SG
- Francia ligakupagyőztes (1): 2007–08

DC United
- US Open kupagyőztes (1): 2009

Nacional
- Uruguayi bajnok (1): 2010–11

Argentína
- U20-as világbajnok (1): 1997
- Olimpiai ezüstérmes (1): 1996

Egyéni
- Az év játékosa a francia első osztályban (1): 2000

### Edzőként
Nacional
- Uruguayi bajnok (1): 2011–12

River Plate
- Argentin bajnok (1): 2021
- Copa Argentina győztes (3): 2015–16, 2016–17, 2018–19
- Supercopa Argentina győztes (2): 2017, 2019
- Copa Libertadores győztes (2): 2015, 2018
- Copa Sudamericana győztes (1): 2014
- Recopa Sudamericana győztes (3): 2015, 2016, 2019